# Fusilli bucati
I fusilli bucati sono un tipo di pasta, originario della Campania.
Si tratta di un formato derivato dal più antico fusillo prodotto artigianalmente. L'introduzione di tecniche di lavorazione industriale ha consentito, successivamente, la produzione di analoghi prodotti a sezione cava.